# Casa de Moneda de Arequipa
La Casa Quiroz o Casa de Moneda es una edificación colonial ubicada en el centro histórico de Arequipa, Perú. Construida durante la época colonial, sirvió como residencia en el siglo XVII. Actualmente se encuentra, modificada y refaccionada, como uno de los locales de la cadena hotelera peruana Casa Andina.

## Historia
La primera construcción de esta casa se realizada en 1550. Fue posteriormente remodelada en 1794 para ser utilizada como residencia del Marqués Don Blas de Quirós. Durante la época republicana, debido a que un riachuelo tributario del rio Chili pasaba debajo de la construcción, en 1837 el gobierno de la Confederación Perú-Boliviana decidió arrendarla y aprovechar su sistema hidráulico para establecer en ella una de las Casa de Moneda del Estado Sud-Peruano (la otra estaba ubicada en el Cusco). Sirvió como Casa de Moneda sólo durante pocos años (1836-1841) hasta la caída de la Confederación.  Sin embargo, ese poco tiempo bastó para que el inmueble fuera conocido localmente como la Casa de Moneda. Luego de ese periodo volvió a acuñar monedas brevemente en 1885 luego de la Guerra con Chile.
Durante su funcionamiento, la casa acuñó monedas de la República Sud-Peruana en plata de ley de 8 dineros (666 milésimos) de ½ real , 2 reales y 4 reales; y en ley de 10 dineros (903 milésimos) en 8 reales en 1838 y 1839. Luego de la confederación, la ceca arequipeña acuñó monedas de ¼ de real en 1839, 4 reales en 1839 y 1840 y 8 reales entre 1839 y 1841.
Durante los siguientes años, la casa fue propiedad de diversos pobladores arequipeños quienes la arrendaron total o parcialmente para distintos usos comerciales. En el año 2007, fue adquirida por el ciudadano francés Perry Pillon y arrendada por la cadena hotelera Casa Andina quien la renovó y la incluyó como uno de sus establecimientos en la ciudad de Arequipa.